# Cristóbal Villanueva
Cristóbal Villanueva (Burgos; c.1730 - ?) fue un pintor español.

## Biografía
Se cree que este maestro fue el fundador de una auténtica dinastía de doradores y pintores de la ciudad de Burgos que desarrollaron su actividad en la misma y en sus contornos en los años finales del siglo XVIII y en las primeras décadas del siglo XIX. Con este nombre aparecen dos maestros. El primer Cristóbal VIllanueva nació hacia 1730. Su formación tendría lugar en algún taller tradicional. Este artista fue padre de Cristóbal Villanueva II que aparece como aprendiz de pintor en 1786, en la Academia de Dibujo de Burgos. Fue también padre de José Villanueva al que también nos lo encontramos matriculado como aprendiz de pintor en esta institución en 1786.
También fue padre de Paulino Villanueva, José Villanueva y Francisco Villanueva, que estudiaron en la academia en 1787.
Además fue el progenitor de Francisco Villanueva, uno de los más reconocidos maestros del mundo de la pintura burgalesa en los albores del siglo XIX.

## Estilos
El estilo de Cristóbal Villanueva es el de un maestro aún vinculado a la tradición tardobarroca. En lo referente a su actividad como policromador, hemos de señalar que las arquitecturas de los retablos en los que interviene quedan doradas en su totalidad, mostrándose, con ello, claramente su perfecta adhesión a los postulados dominantes en estos años centrales del siglo XVIII. En lo tocante a su actividad en la policromía de tallas escultóricas se evidencia la tendencia a que los paños se estofen quedando visibles, con gran profusión, los motivos ornamentales con florecillas dentro de las más puras coordenadas estésticas rococós. En el tratamiento de las carnaciones, suele utilizar el acabado a pulimento.
Por lo que se refiere a sus pinturas narrativas hemos de señalar que se trata de un maestro de una relativa calidad para la época de la ciudad de Burgos. Obviamente se mueve en un contexto convencional, arcaizante y poco permeable a la innovación lo que se refleja tanto en la temática dominante en su obra como en los caracteres estéticos de la misma.
Las obras que se han documentado en la comarca burgalesa son lienzos de Ánimas, encuadrados dentro de la más evidente tradición iconográfica y compositiva vinculada a unas necesidades devocionales características del mundo barroco.
Se trata de las pinturas de Mazuela (1754), Villaveta (1766), Tordómar (1768), Sasamón (1769) y Santa María del Riocerezo. En los tres lienzos encontramos una tendencia a la composición en registros superpuestos, con una escas relación entre los mismos. Estas tres obras muestran un evidente planismo ya que se renuncia (quizá de forma deliberada para dotar de una mayor sensación de proximidad de los personajes al espectador a los efectos de carácter perspectivo.
La paleta empleada tiende a bruscos contrastes cromáticos entre los colores fríos y los cálidos.
Iconográficamente, hemos de señalar que todas las obras que hemos documentado de este maestro, a excepción de una, responden a planteamientos claramente conectados con la religiosidad vigente en estos años. Así, la preponderancia de lienzos de Ánimas, en su producción, nos demuestra el claro reclamo que tenían obras de este género en unos momentos en los que el culto a las mismas era algo profundamente inacardinado en el sentir de la población. La única obra que no aparece vinculada a estos planteamientos es el dibujo que el maestro realizó para que sirviera de base al grabado de la figura del Cid que aparecería en el tomo XXVII de la España Sagrada del padre Flórez, publicado en 1772

## Obra

#### Lienzo de Ánimas de la iglesia parroquial deMazuela
Este lienzo se halla incluido en un retablo-macro, realizado el 1754.
Se organiza en tres registros.
El inferior está ocupado por las Ánimas del purgatorio, entre llamas, que se afanan en salir de esa situación alcanzando, en algunos casos, sus manos hacia los rosarios o el escapulario que se les tiende.
El segundo registro se halla ocupado por los intercesores, San Ramón Nonato y Santo Domingo de Guzmán que aparecen como claro motivo de la esperanza. Presidiendo este grupo se encuentra la Virgen con el Niño, que en una pose convencional, muy usada en cuadros de este género adquiere una forma triangular.
El tercer registro queda coronado por las figuras de Dios Padre, el Espíritu Santo y un angelito que también porta el Rosario.

#### Dorado del retablo Mayor de la Iglesia parroquial dePedrosa de Río Úrbel
En 1755 se había ejecutado el retablo mayor de esta iglesia parroquial. En 1761 se da la licencia correspondiente autorizándose la ejecución del dorado.En 1762 Cristóbal Villanueva y Francisco Antonio Velasco se comprometieron con esta tarea por 14.000 reales de vellón.

#### Pintura de los Santos Mártires de Cardeña para la iglesia de la Abadía deSan Quirce
En 1762, Cristóbal Villanueva había ejecutado una pintura representativa de los Santos Mártires de Cardeña para la Abadía de San Quirce. Esta obra se ha perdido.

#### Lienzo del retablo de las Ánimas de la iglesia parroquial deVillaveta
La cofradía de las Ánimas del Purgatorio de la localidad de Villaveta promovió un retablo que fue ejecutado en 1769 por el ensamblador y escultor burgalés Manuel de Agreda. Se trata de una obra tardobarroca encuadrable en el ámbito estético del mundo rococó y en donde la contención ornamental es ya evidente, pues los elementos decorativos se ven muy reducidos y circunscritos a algunos puntos muy concretos del retablo.
El lienzo de Ánimas fue ejecutado, a cargo de la Cofradía, por Cristóbal Villanueva por 500 reales de vellón, una cantidad notable dentro del contexto de los precios que solían estipularse en obras de este género.
Articulada en los habituales tres registros, el primero se compone de las Ánimas purgantes entre llamas. En la zona intermedia encontramos a la Virgen del Carmen sacando almas del Purgatorio y sujeta en su mano izquierda a la figura del niño Jesús. El remate del óleo se resuelve con sendos grupos de angelitos que aparecen a ambos lados de la cabeza de María y que forman una curva paralela a la que encontramos en la zona inferior. 

#### Estofado de las esculturas del retablo colateral deSan BlasySan Antoniode la iglesia parroquial deVillatoro
Estas esculturas habían sido realizadas por José de Arce en 1766. Cristóbal Villanueva procedió a su estofado por 781 reales.

#### Lienzo de Ánimas de la iglesia parroquial deTordómar
Incluido en un retablo proto-rococó, articulado en un solo cuerpo flanqueado por estípites, encontramos un lienzo de Ánimas que aparece firmado en su parte inferior izquierda.
Se emplea la clásica composición de tres registros superpuestos.
El inferior formado por las almas sufrientes, tiene forma piramidal. En algunos de los rostros se alcanza un notable grado de virtuosismo. En el registro intermedio se encuentra una dinámica imagen de San Miguel, portador de una balanza y por la figura de San Francisco que dirige su cordón hacia las ánimas. En el remate hallamos la representación de la Santísima Trinidad.

#### Lienzo de Ánimas de la iglesia parroquial de Santa María deSasamón
La cofradía de las Ánimas de Sasamón construyó en 1760 un retablo de características tardobarrocas. Se halla presidido por un notable lienzo, realizado en 1769 por Cristóbal Villanueva.
Se trata de una clásica escena de este género en la que aparecen los tres registros de articulación de la composición en vertical.
El registro inferior, entre llamas, vemos las figuras de las almas que tratan de salir de la situación en la que se hallan, el registro intermedio está presidido por una imagen sedente de Nuestra Señora que porta en su mano izquierda al Niño Jesús. Con su mano derecha sujeta un rosario que acerca a los sufrientes. A sus lados están las figuras de Santo Domingo de Guzmán y de San Nicolás de Tolentino. En la culminación de este lienzo encontramos la imagen de la Trinidad.

#### Lienzo de Ánimas de la iglesia de Santa María de Riocerezo
En esta iglesia parroquial se conserva un lienzo de Ánimas, posiblemente financiado por la cofradía de esa localidad.
El lienzo está firmado por Cristóbal Villanueva pero se ha perdido la fecha de ejecución.
Se trata de una de las más discretas creaciones dentro del conjunto de piezas documentadas de este profesional.
En esta pieza solamente hay dos registros, en el primero están las figuras de las almas purgantes que aparecen con unos caracteres semejantes a los de las otras composiciones del maestro, en el superior se encuentra la imagen de San Francisco que, rodeado de Angelitos, aparece dirigiendo su cordón a los sufrientes. En el remate de la obra encontramos la figura del Espíritu Santo.